# Маунт Върнън (Вашингтон)
Вижте пояснителната страница за други значения на Маунт Върнън.
Маунт Върнън (на английски: Mount Vernon) е град в окръг Скаджит, щата Вашингтон, САЩ. Маунт Върнън е с население от 26 232 жители (2000) и обща площ от 29,4 km². Намира се на 54,9 m надморска височина. ЗИП кодът му е 98273, 98274, а телефонният му код е 360.